# Самык
Самык (каз. Самық) — упразднённое село в Кокпектинском районе Восточно-Казахстанской области Казахстана. Входило в состав Тассайского сельского округа. Код КАТО — 635065105. Ликвидировано в 2009 г.

## Население
В 1999 году население села составляло 45 человек (24 мужчины и 21 женщина). По данным переписи 2009 года, в селе проживало 25 человек (13 мужчин и 12 женщин).